# Alma Morpurgo
Alma Morpurgo (geboren 19. Juli 1901 in Triest, Österreich-Ungarn; gestorben 26. Januar 2002 ebenda) war eine italienische Schriftstellerin und Übersetzerin.

## Leben
Alma Morpurgo wuchs im großbürgerlichen Umfeld der Familien Voghera, Fano und Curiel auf. Sie arbeitete von 1929 bis 1938 als Angestellte bei den Allgemeinen Versicherungen in Triest. Die Familie Morpurgo wurde 1938 durch die italienischen Rassengesetze verfolgt, und Alma Morpurgo floh mit ihrer Mutter, ihren Schwestern und ihrem Schwager nach Südamerika. Alma Morpurgo fand in Valparaíso und dann in Santiago de Chile Zuflucht. 1955 kehrte sie nach Italien zurück, zunächst nach Rom und 1968 nach Triest.
Morpurgo arbeitete literarisch für Zeitungen und für die Rai. Sie übersetzte für Mailänder Verlage Werke der jüdischen Kultur ins Italienische.
Morpurgo wurde auf dem jüdischen Friedhof in Triest begraben.

## Werke (Auswahl)
- Un incontro con Chabad. Übersetzung Ghershon M Garelik; Alma Morpurgo. Comitato universitario dell’organizzazione giovanile del movimento di Lubavitch, Mailand 1973
- L’esilio: 1939–1955; ricordi dal Cile. Campanotto, Pasian di Prato 1977
- Queste figlie mie: ricordi di una triestina dall’inizio del secolo. Svevo, Triest 1990
- Voci lontane: racconti. Campanotto, Pasian di Prato 1999
- Meio niente: storielle, allergie e pensieri cattivi. Campanotto, Pasian di Prato 1999
- Marcus Lehmann: La principessa adottata. Übersetzung aus dem Deutschen Alma Morpurgo. Lulav, Mailand 2000